# Erik Uddenberg

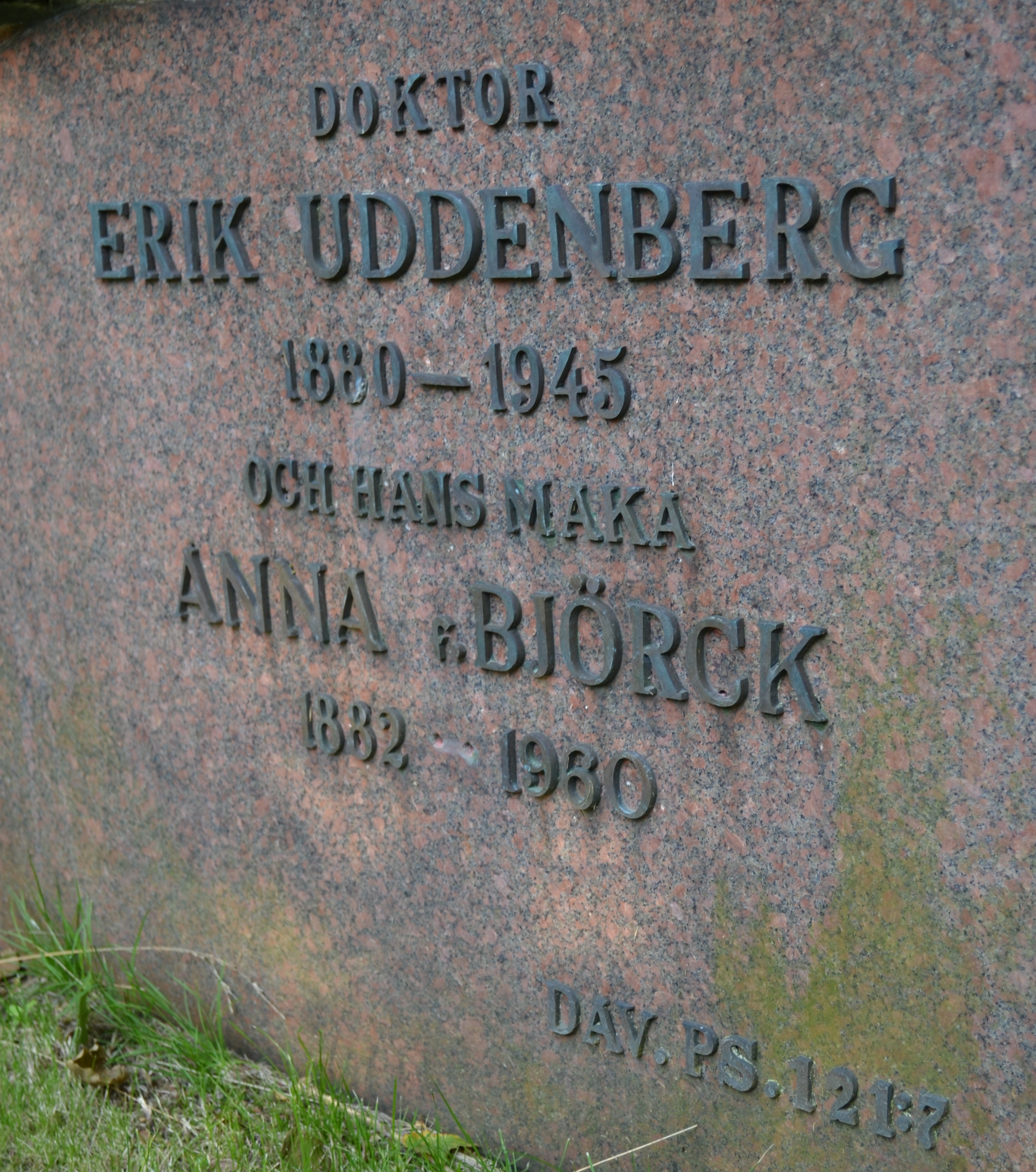
Erik Uddenbergs och makan Annas grav på S:t Jörgens kyrkogård i Varberg.

Erik Amund Emanuel Uddenberg i Varberg, född 11 mars 1880 i Värö församling, Hallands län, död 27 juni 1945 i Varbergs församling, Hallands län, var en svensk politiker och läkare. Han satt i riksdagens andra kammare för Lantmanna- och borgarepartiet 1922-1926 samt i Hallands läns landsting mellan 1931 och 1944. Vid flera kyrkomöten var han lekmannaombud.
Uddenberg tog medicine kandidatexamen vid Lunds universitet 1903 och medicine licentiatexamen 1906.  Han började som läkare i Varberg 1907 och blev stadsläkare i Varbergs stad och Falkenbergs stad. Han satt både i Varbergs stads sparbank och i AB Göteborgs Handelsbanks styrelse, samt var aktiv inom både länets läkareförening och dess konstförening. Hans aktivitet i riksdagen rörde bland annat medicinska frågor.
Erik Uddenberg var den drivande kraften bakom Norra Hallands kulturhistoriska förening som bildades 1916 med syfte att skapa ett museum i Varberg (nuvarande Hallands kulturhistoriska museum).
Han var far till Carl Erik Uddenberg, Ragnar Uddenberg, Hans Uddenberg och Bengt Uddenberg liksom till generalkonsuln Göran Uddenberg. Enda dottern, Lena, var gift med Carl-Herman Hjortsjö. Erik Uddenberg var vidare farfar till Nils Uddenberg.